# Asks socken, Östergötland
Asks socken i Östergötland ingick i Aska härad, ingår sedan 1971 i Motala kommun och motsvarar från 2016 Asks distrikt.
Socknens areal är 9,09 kvadratkilometer, varav 9,08 land. År 2000 fanns här 179 invånare. Kyrkbyn Ask med sockenkyrkan Asks kyrka ligger i denna socken. 

## Administrativ historik
Asks socken har medeltida ursprung. 
Vid kommunreformen 1862 övergick socknens ansvar för de kyrkliga frågorna till Asks församling och för de borgerliga frågorna till Asks landskommun. Landskommunen inkorporerades 1952 i Bobergs landskommun och uppgick 1971 i Motala kommun. Församlingen uppgick 2008 i Fornåsa församling.
1 januari 2016 inrättades distriktet Ask, med samma omfattning som församlingen hade 1999/2000.  
Socknen har tillhört samma fögderier och domsagor som socknens härad.  De indelta soldaterna tillhörde  Första livgrenadjärregementet, Motala kompani och Andra livgrenadjärregementet, Bergslags kompani.

## Geografi
Asks socken ligger sydost om Motala, söder om Boren. Socknen är uppodlad slättbygd.

## Fornlämningar
Kända från socknen är gravfält med stensättningar och domarringar från järnåldern.

## Namnet
Namnet (1380 Aska) kommer från kyrkbyn. Namnet innehåller trädslaget ask. Askar är än idag vanligt förekommande runt kyrkbyn.

### Fotnoter
1. 1 2  Svensk Uppslagsbok andra upplagan 1947–1955: Ask socken
2. 1 2  Harlén, Hans; Harlén Eivy (2003). Sverige från A till Ö: geografisk-historisk uppslagsbok. Stockholm: Kommentus. Libris 9337075. ISBN 91-7345-139-8
3. ↑  ”Församlingar”. Statistiska centralbyrån. https://www.scb.se/hitta-statistik/regional-statistik-och-kartor/regionala-indelningar/forsamlingar/. Läst 30 december 2022.
4. ↑  Administrativ historik för Ask socken (Klicka på församlingsposten). Källa: Nationella arkivdatabasen, Riksarkivet.
5. 1 2  Sjögren, Otto (1931). Sverige geografisk beskrivning del 2 Östergötlands, Jönköpings, Kronobergs, Kalmar och Gotlands län. Stockholm: Wahlström & Widstrand. Libris 9939
6. 1 2  Nationalencyklopedin
7. ↑  Fornlämningar, Statens historiska museum: Asks socken, Östergötland
8. ↑  Fornminnesregistret, Riksantikvarieämbetet: Asks socken, Östergötland Fornminnen i socknen erhålls på kartan genom att skriva in sockennamn (utan "socken") i "Ange geografiskt område"
9. ↑  Mats Wahlberg, red (2003). Svenskt ortnamnslexikon. Uppsala: Institutet för språk och folkminnen. Libris 8998039. ISBN 91-7229-020-X. https://isof.diva-portal.org/smash/get/diva2:1175717/FULLTEXT02.pdf